# آدم شميت
آدم شميت (بالإنجليزية: Adam Schmitt)‏ هو مغني أمريكي، ولد في 16 يونيو 1968.

## وصلات خارجية
- آدم شميت على موقع ميوزك برينز (الإنجليزية)
- آدم شميت على موقع أول ميوزيك (الإنجليزية)
- آدم شميت على موقع ديسكوغز (الإنجليزية)